# Ploscuțeni
Ploscuțeni est une commune du județ de Vrancea en Roumanie.